# 積木鏡介
積木 鏡介（つみき きょうすけ、1955年9月1日 -）は、日本の小説家。

## 略歴
東京都出身。和光大学経済学部卒業。
1998年2月、第6回メフィスト賞を受賞した『歪んだ創世記』で、乾くるみ（第4回受賞）、浦賀和宏（第5回受賞）とともに同時デビュー。
独特の装飾過多で奇矯な文体と、古典的なメタフィクショナルな手法を異様に肥大化させた作風が持ち味。フレドリック・ブラウンを偏愛しており、そのことは第二作『魔物どもの聖餐』のネタやカバー見返しの「作者のことば」からも窺い知れる。
清涼院流水の『秘密屋文庫 知ってる怪』（講談社文庫、2004年8月）に解説文「清涼院流水は現代の“ほらふき男爵”なのである!!」を寄せて以降は活動が見られなかったが、2012年、清涼院流水が立ち上げたプロジェクト「The BBB」（Breakthrough Bandwagon Books）に参加。2013年4月より新作「都市伝説刑事」シリーズを電子書籍で発表している。このシリーズは清涼院流水による英訳版も販売されている。

## 作品リスト

### 単行本
すべて講談社ノベルス
- 『歪んだ創世記』（1998年2月）
- 『魔物どもの聖餐（ミサ）』（1998年6月）
- 『誰かの見た悪夢』（1999年8月）
- 『芙路魅（ふじみ）』（2002年4月） - 講談社ノベルス創刊20周年記念「密室本」

### アンソロジー収録作品
- 「マ★ジャ」 - 『闇のトラペゾヘドロン ――The Hommage to Cthulhu』（創土社、2014年8月）

### 都市伝説刑事シリーズ
「The BBB」で発表されている連作短編シリーズ。電子書籍の形式で日本語版と英訳版が販売されている。
- 都市伝説刑事 事件1: メリーさんのメール （2013年4月）[1]
- 都市伝説刑事 事件2: ひとりかくれんぼ （2013年11月）[2]
- 都市伝説刑事 事件3: くねくね（踊る白い影） （2014年12月）
- 都市伝説刑事 事件4: 鮫島事件 （2016年8月）
- 都市伝説刑事 事件5: 学校の七不思議 Vol.1（2017年10月）
- 都市伝説刑事 事件5: 学校の七不思議 Vol.2（2018年6月）
- 都市伝説刑事 事件5: 学校の七不思議 Vol.3（2018年8月）